# Festuca sanctae-marthae
Festuca sanctae-marthae är en gräsart som beskrevs av Stancík. Festuca sanctae-marthae ingår i släktet svinglar, och familjen gräs. Inga underarter finns listade i Catalogue of Life.